# Музей Хаммера
Музей Хаммера, связанный с Калифорнийским университетом в Лос-Анджелесе, является художественным музеем и культурным центром, известным своим ориентированием на художников и множеством выставок и общественных программ. Основанный в 1990 году предпринимателем-промышленником Армандом Хаммером для размещения его личной коллекции произведений искусства, музей с тех пор расширил свои возможности и стал «самым модным и наиболее культурно значимым учреждением в городе». Среди выставок, получивших признание критиков, особенно важны презентации как исторически забытых, так и начинающих современных художников. В Музее Хаммера в течение года также проводится более 300 программ, от лекций, симпозиумов и чтений до концертов и кинопоказов. С февраля 2014 года коллекции, выставки и программы музея полностью бесплатны для всех посетителей.

## Выставки
Музей Хаммера был открыт 28 ноября 1990 года выставкой работ русского художника-супрематиста Казимира Малевича, которая возникла в Национальной художественной галерее в Вашингтоне и впоследствии переехала в Метрополитен-музей в Нью-Йорке. С тех пор в музее представлены известные художники и тематические выставки исторического и современного искусства. Музей заработал международную репутацию за то, что вновь представляет художников и движения, которые часто упускаются из виду в каноне истории искусства. Известные примеры включают ретроспективу Ли Бонтеку в 2003 году, организованную совместно с Музеем современного искусства в Чикаго; «Тепловые волны на болоте: картины Чарльза Берчфилда», куратор которых — художник Роберт Гобер; и Now Dig This!: Art and Black Los Angeles, 1960—1980, вклад Музея Хаммера в инициативу Гетти по тихоокеанскому стандартному времени 2011 года. Из всех персональных выставок, представленных в Лос-Анджелесе с января 2008 года по декабрь 2012 года, Музей Хаммера — единственное учреждение, которое посвятило 50 % выставочных программ художницам. Музей Хаммера также принимает около пятнадцати проектов каждый год, предлагая международным и местным художникам атмосферу лаборатории для создания новых и инновационных работ.

### Бьеннале в Лос-Анджелесе:Сделано в Лос-Анджелесе
В 2010 году Музей Хаммера объявил о своей первой бьеннале, посвящённой исключительно артистам Лос-Анджелеса. Хотя музей регулярно представляет калифорнийских художников в рамках своей постоянной выставочной программы, серия «Сделано в Лос-Анджелесе» стала важной платформой для демонстрации разнообразия Лос-Анджелеса как развивающейся столицы искусства. Организованное старшим куратором Музея Хаммера Энн Эллегуд, куратором Музея Хаммера Ali Subotnick, директором и главным куратором LAXART Лаури Фирстенберг, заместителем директора и старшим куратором LAXART Сезаром Гарсией и главным куратором LAXART Маликом Гейнсом, открытие Made in LA состоялось в 2012 году. Были представлены работы 60 художников Лос-Анджелеса по всему городу, включая сам Музей Хаммера, LAXART и муниципальную художественную галерею Лос-Анджелеса в парке искусств Барнсдалла. В связи с выставкой Музей Хаммера также спонсировал вспомогательную выставку Venice Beach Biennial на Venice Boardwalk с 13 по 15 июля того же года.
В связи с первой выставкой «Сделано в Лос-Анджелесе» в 2012 году Музей Хаммера впервые вручил художнику Мелеко Мокгоси престижную премию Мона. Премия состояла из каталога и денежного приза в размере 100 000 долларов США. Решение было принято путём публичного голосования после того, как экспертное жюри выбрало из 60 участников пять финалистов. Премия Мона, финансируемая лос-анджелесскими филантропами и коллекционерами произведений искусства Ярлом и Памелой Мон и Фондом семьи Мона, была одной из самых щедрых международных наград, присуждаемых художникам-одиночкам.
Вторая выставка «Сделано в Лос-Анджелесе» прошла в 2014 году и заняла всё пространство музея, чтобы показать работы более 30 различных художников и коллективов. Организаторами выставки 2014 года выступили главный куратор Музея Хаммера Конни Батлер и независимый куратор Майкл Нед Хольт.
В 2014 году Музей Хаммера объявил, что предлагает три награды вместе с Made in LA 2014: премию Мона (100 000 долларов), премию за карьерные достижения (25 000 долларов), обе из которых выбирает профессиональное жюри, и приз общественного признания (25 000 долларов).), который присуждается всенародным голосованием посетителей выставки. Все три награды снова финансировались Ярлом и Памелой Мон и Фондом семьи Мон. В 2014 году Alice Könitz из лос-анджелесского музея выиграла Mohn Award, Michael Frimkess и Magdalena Suarez Frimkess получили награду за достижения карьеры, а Дженнифер Мун был удостоен премии общественного признания.

## Коллекции
Музей Хаммера управляет пятью различными коллекциями: Современная коллекция Хаммера; собрание Центра графических искусств UCLA Grunwald; Сад скульптур Франклина Д. Мерфи;; Коллекция Арманда Хаммера и коллекция Арманда Хаммера Домье и современников.

### КоллекцияHammer Contemporary
Коллекция современного искусства Музея Хаммера, открытая в 1999 году, представляет собой растущую коллекцию современного искусства музея. В коллекции представлены работы на бумаге, прежде всего рисунки и фотографии, а также живопись, скульптура и медиаискусство. Современная коллекция включает работы художников, в том числе многих из них, работавших в Южной Калифорнии с 1960 года по настоящее время. Работы коллекции Hammer Contemporary часто приобретаются во время выставок, проходящих в музее, включая серию Hammer Projects, посвящённую работам начинающих художников.
На выставке 2009 года «Вторая природа: Коллекция Валентина-Адельсон в Музее Хаммера» были представлены избранные работы из подарка Дина Валентайна и Эми Адельсон современной коллекции Музею Хаммера. Подарок в виде пятидесяти скульптур 29 художников из Лос-Анджелеса представляет собой важную веху в стремлении Музея Хаммера к сбору работ художников Южной Калифорнии.
В 2012 году Музей Хаммера представил избранные произведения из коллекции Сьюзен и Ларри Маркс. Выставка стала возможной благодаря значительному подарку от давних сторонников музеев Сьюзен и Ларри Маркс и включает более 150 картин, скульптур и работ на бумаге более 100 международных художников периода после Второй мировой войны. Коллекция включает образцы абстрактного экспрессионизма на холсте и бумаге американских художников Джексона Поллока, Виллема де Кунинга и Филипа Гастона, а также работы современных художников, включая Марка Брэдфорда, Рэйчел Уайтред, Мэри Хейлманн и Марка Гротьяна.
Основные экспонаты из современной коллекции включают: «Битва за Атланту» (1995) Кара Уокер, «Без названия» (2007) Марка Брэдфорда, «Миграция» (2008) Дуга Эйткена, «Без названия # 5» (2010) Лари Питтман, Mirage (2011) Кэти Гриннан, Ruby I (2012) Мэри Уэтерфорд, Mimus Act I (2012) Мэри Келли.
Известные недавние приобретения в Hammer Contemporary Collection включают «Три недели мая» Сюзанны Лейси (1977), а также основные работы Лизы Анны Ауэрбах, Фионы Коннор, Брюса Коннора, Джереми Деллера, Джессики Джексон Хатчинс, Фридриха Куната, Талы Мадани, Роберта Оверби, Марты Рослер, Стерлинга Руби, Аллена Рупперсберг, Барбары Т. Смит, Уильяма Ливитт и Эрика Уэсли.

### Центр графических искусствUCLA Grunwaldв Музее Хаммера
Центр графических искусств UCLA Grunwald — одно из самых важных и всеобъемлющих собраний работ на бумаге в США. Размещённый в Музее Хаммера, центр был основан в 1956 году после подарка Фреда Грюнвальда и сегодня содержит более 40 000 гравюр, рисунков, фотографий и книг художников. Коллекция включает работы от эпохи Возрождения до наших дней, в том числе гравюры и рисунки европейских старых мастеров, японские гравюры на дереве укиё-э и коллекцию современной фотографии, организованную фотографом Калифорнийского университета в Лос-Анджелесе Робертом Хайнекеном (1931—2006).
В 1988 году Грюнвальдский центр получил в наследство более 850 пейзажных рисунков и гравюр из коллекции архитектора из Лос-Анджелеса Рудольфа Л. Баумфельда. Коллекция Баумфельда включает важные образцы европейских пейзажей с XVI по XX века и включает чистые пейзажи, а также виды архитектурных руин и городских пейзажей. Коллекция Юнис и Хэла Дэвида, завещанная Грюнвальдскому центру лириком Хэлом Дэвидом и его женой Юнис представляет собой собрание рисунков XIX и XX веков европейских и американских художников. Экспонаты из коллекции выставлялись в Музее Хаммера в 2003 году. На выставке 2014 года представлены работы из собрания Элизабет Дин XIX и XX веков на бумаге. Коллекция из примерно 900 гравюр и иллюстрированных книг — один из самых значительных подарков, полученных Грюнвальдским центром за последние годы.
Грюнвальдский центр также является домом для нескольких важных коллекций современных художников из Лос-Анджелеса. Коллекция Грюнвальдского центра включает более 1000 работ сестры Кориты Кент, влиятельной популярной гравюры и борца за социальную справедливость, включая редкие подготовительные исследования и альбомы для рисования. Кроме того, в Грюнвальде хранится архив первых двадцати лет работы мастерской Tamarind Lithography Workshop Джун Уэйн, содержащий редкий обзор современного печатного дела в Лос-Анджелесе. Грюнвальдский центр, совместно приобретённый Грюнвальдом и Музеем искусств округа Лос-Анджелес, содержит полный архив гравюр лос-анджелесского издательства Edition Jacob Samuel, в котором документируется деятельность мастера глубокой печати Джейкоба Самуэля. Основные экспонаты из архива были представлены на выставке 2010 года Outside the Box: Edition Jacob Samuel, 1988—2010.
Основные моменты из коллекции Грюнвальда: «Меленколия I» (1514) Альбрехта Дюрера, «Проповедь Христа» (1652) Рембрандта ван Рейна, «Клёны у Мамы, Храм Текона и связанный мост» (1857) Утагавы Хиросигэ, Les Grands Baigneurs (1896) Поль Сезанн, Le Repas Frugal (1904) Пабло Пикассо и Entropia (обзор) (2004) Джули Мерету.

### Сад скульптур Франклина Д. Мерфи
Сад скульптур Франклина Д. Мерфи в Калифорнийском университете в Лос-Анджелесе был открыт в 1967 году и посвящён ректору университета. Спроектированный знаменитым ландшафтным архитектором Ральфом Корнеллом, сад вмещает более 70 произведений современной скульптуры на территории площадью 5 акров, напоминающей парк. Групповые экскурсии по саду можно запланировать на сайте Музея Хаммера.
Коллекция из 72 предметов включает работы Деборы Баттерфилд, Александра Колдера, Анри Матисса, Жоана Миро, Генри Мура, Исаму Ногути, Огюста Родена и Дэвида Смита. Полностью иллюстрированный каталог, включающий научные статьи для каждого художника, был опубликован в 2007 году Музеем Хаммера.

### Коллекция Арманда Хаммера
Коллекция Арманда Хаммера представляет собой небольшую подборку европейских и американских картин, рисунков и гравюр, которые послужили первоначальным импульсом для основания Музея Хаммера. Арманд Хаммер, основатель музея, собирал и совершенствовал коллекцию на протяжении десятилетий работы на рынке искусства, как самостоятельный коллекционер, так и соучредитель Музея Хаммера в Нью-Йорке. В центре внимания коллекции, прежде всего, картины французских импрессионистов и постимпрессионистов XIX и начала XX века, хотя сама коллекция охватывает период с XVI по XX век.
Отдельные экспонаты из коллекции находятся в постоянной экспозиции в галереях на третьем этаже Музея Хаммера, предлагая посетителям заглянуть в некоторые из наиболее исторически значимых течений в западном искусстве. Коллекция с выдающимися образцами реализма, ориентализма, импрессионизма и постимпрессионизма предлагает уникальный обзор французского и американского искусства XIX века. Основные моменты коллекции: «Юнона» (около 1665—1668) Рембрандта ван Рейна, «Воспитание Богородицы» (1748—1752) Жана-Оноре Фрагонара, «Эль Пелеле» (около 1791) Франсиско Гойи, «Саломея, танцующая перед Иродом» (1876) Гюстава Моро, «Дома доктора Поцци» (1881) Джона Сингера Сарджента, Bonjour Monsieur Gauguin (1889) Поля Гогена и «Госпиталь в Сен-Реми» (1889) Винсента Ван Гога.

### Собрание Домье и современников

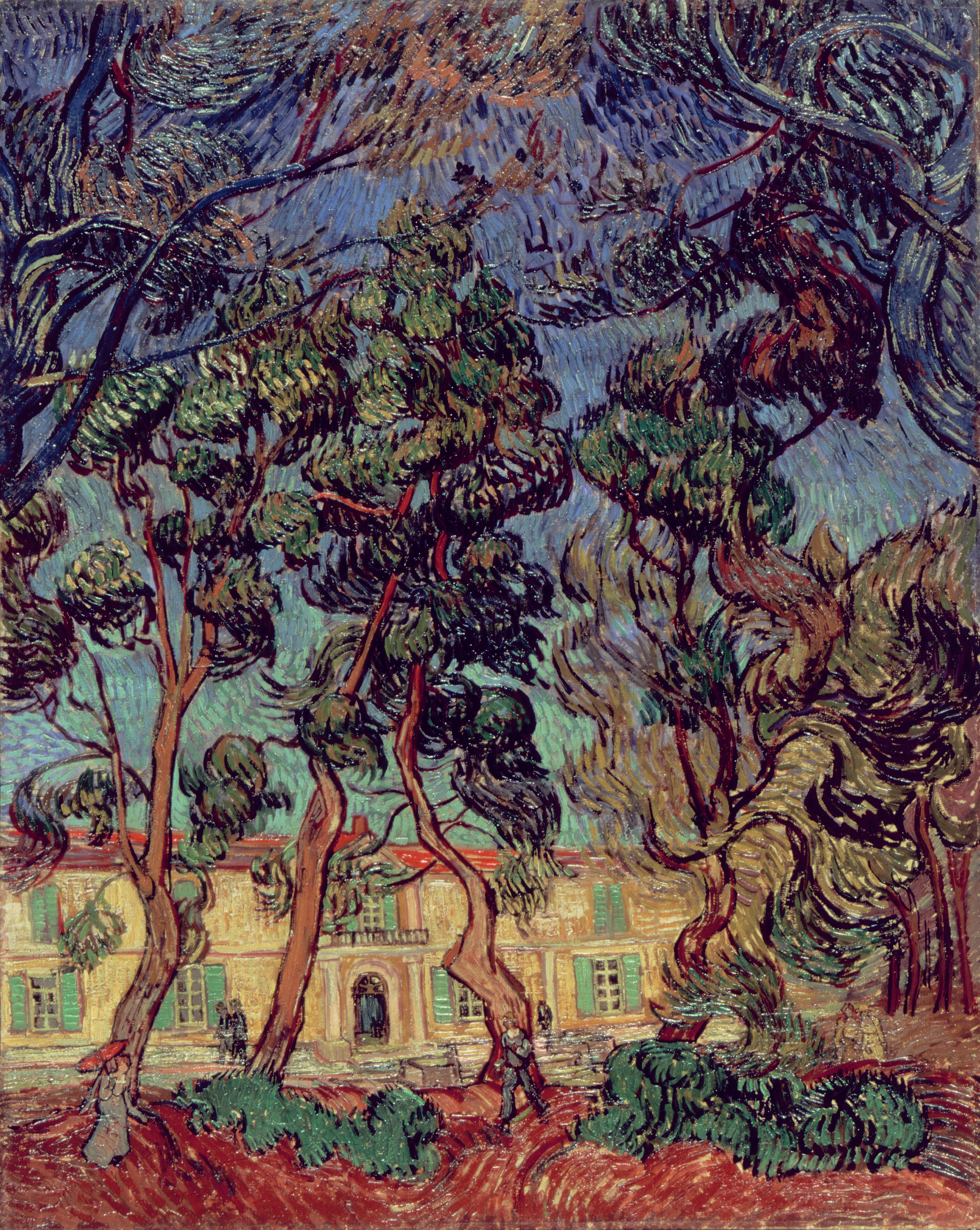
Винсент Ван Гог. Больница в Сен-Реми, 1889 год. Масло на холсте. 36 5/16 x 28 7/8 дюйма (92,2 x 73,4 см). Коллекция Арманда Хаммера, Дар Фонда Арманда Хаммера. Музей Хаммера, Лос-Анджелес

Коллекция Оноре Домье и современников в Музее Хаммера — одна из самых важных коллекций произведений Домье за пределами Франции. В нём размещено более 7500 произведений искусства французского сатирика Оноре Домье (1808—1879) и других современных карикатуристов. Это крупнейший в своём роде музей за пределами Парижа. Домье, чья жизнь и карьера охватывала XIX век, был блестящим сатириком, чьи произведения содержали резкие комментарии о лицемерии буржуазной жизни французской столицы. Домье был чрезвычайно плодовитым художником, чьи работы охватывают несколько средств массовой информации, поэтому коллекция включает картины, рисунки, литографии и серию бронзовых портретных бюстов; всё это яркие примеры язвительного остроумия и едкого отношения Домье к современной политике. Избранные произведения из коллекции Домье и современников находятся на выставке вместе с работами из коллекции Арманда Хаммера.
Основные моменты из коллекции Домье и современников включают в себя «Пассе» — «Настоящее время» Домье — L’avenir (1834), Un Avocat Plaidant (около 1845), Nadar élevant la Photographie á la hauteur de l’Art (1862) и «Дон Кихот и Санчо Панса» (1866—1868).

## Программы
Разнообразные бесплатные общественные программы представлены в Музее Хаммера шесть вечеров в неделю в течение года, включая лекции, чтения, симпозиумы, кинопоказы, музыкальные представления и другие мероприятия. Театр Билли Уайлдера открылся в Музее Хаммера в конце 2006 года после того, как подарок в размере 5 миллионов долларов от Одри Л. Уайлдер, вдовы Билли Уайлдера, позволил музею возобновить строительство театра на 300 мест, которое осталось незаконченным после смерти Арманда Хаммера. Его открытие в 2006 году совпало со столетием со дня рождения Уайлдера. В Музее Хаммера размещается кинематека из архива кино и телевидения Калифорнийского университета в Лос-Анджелесе, а также 300 публичных программ Музея Хаммера, которые ежегодно транслируются.
Популярные серии включают еженедельную программу медитации, книжный клуб Libros Schmibros и Hammer Conversations, в которых ведущие культурные, политические и интеллектуальные лидеры вступают в диалог друг с другом. Среди участников прошлых бесед Хаммера — писатели Джоан Дидион, Джонатан Летем и Джордж Сондерс, режиссёры Атом Эгоян и Миранда Джулай, журналист Наоми Кляйн, комики Джефф Гарлин и Пэттон Освальт, драматург и сценарист Дэвид Мэмет, фокусник Рики Джей, художники Бети Саар и Сэм Дюрант, актёры Леонард Нимой и Закари Куинто и многие другие. Яркий пример своевременности и популярности этих событий произошёл в марте 2003 года, когда 2000 человек собрались в Музее Хаммера, чтобы послушать рассказ Гора Видала о войне в Ираке в ночь перед началом бомбардировок. С 2010 года Музей Хаммера в партнёрстве с радиостанцией KCRW проводит ежегодные летние концерты на открытом воздухе.
В прошлом Музей Хаммера традиционно ориентировался на образовательные программы университетского уровня из-за его принадлежности к UCLA. С 2009 года Музей Хаммера ежегодно приглашает опытную группу художников из Лос-Анджелеса для проведения семинаров, основанных на их рабочих процессах, по случаю проекта «Музей детского искусства» (KAMP). В отличие от других семейных мероприятий, KAMP предоставляет детям и их семьям возможность познакомиться с известными художниками Лос-Анджелеса, многие из которых были участниками выставок в Музее Хаммера. Среди художников-участников были Эдгар Арсено, Марк Гротьян, Кэтрин Опи, Хорхе Пардо и Йонас Вуд. Каждый год в мероприятии принимают участие знаменитости, читающие из своих любимых детских книг в галереях музея, такие как Уилл Феррелл, Джейсон Бейтман, Хилари Суэнк, Джоди Фостер и Зои Салдана.

## История
Музей был основан Армандом Хаммером, генеральным директором Occidental Petroleum Corporation, как место для демонстрации его обширной коллекции произведений искусства, оцениваемой в то время в 250 миллионов долларов. Член правления Музея искусств округа Лос-Анджелес в течение почти 20 лет, Хаммер отказался от необязательного соглашения о передаче своих картин в LACMA после разногласий относительно того, как его коллекция будет экспонироваться. Вскоре после этого, 21 января 1988 года, Хаммер объявил о планах построить свой собственный музей на месте гаража Westwood, примыкающего к штаб-квартире Occidental. Лидеры сообщества, которые приветствовали этот план как положительный поворотный момент в развитии района, вскоре были омрачены жалобами акционеров Occidental, которые подали на компанию в суд из-за растущих затрат на строительство музея, которые были ограничены федеральным судьёй в 60 миллионов долларов.
Здание, спроектированное Эдвардом Ларраби Барнсом, нью-йоркским архитектором, ответственным за Художественный музей Далласа и Художественный центр Уокера, было задумано как палаццо эпохи Возрождения с галереями, сосредоточенными вокруг тихого внутреннего двора и относительно строгого внешнего вида.
В 2006 году архитектор Майкл Мальцан спроектировал театр Билли Уайлдера и музейное кафе. Компания Michael Maltzan Architecture также спроектировала мост Джона В. Танни, который открылся в феврале 2015 года. Пешеходный мост, названный в честь Джона В. Танни, давнего председателя совета директоров Музея Хаммера, соединяет галереи верхнего уровня над Hammer Courtyard.
Хаммер умер менее чем через месяц после того, как его одноимённый музей открылся для публики в ноябре 1990 года, в результате чего музей погряз в судебных тяжбах по поводу его финансирования и вызвал новые судебные баталии относительно распоряжения имением Хаммера. В то время как операционный бюджет музея был обеспечен за счёт годового взноса в размере 36 миллионов долларов, приобретённого Occidental Petroleum, оставались вопросы относительно будущего коллекций музея и роли, которую семья Хаммеров будет играть в его управлении. В 1994 году регенты Калифорнийского университета заключили 99-летнее операционное соглашение с Фондом Арманда Хаммера, чтобы взять на себя управление музеем, что обеспечило молодому учреждению некоторую стабильность. В этот момент выставочные программы Художественной галереи Уайт, существующего музея Калифорнийского университета в Лос-Анджелесе и Грюнвальдского центра графических искусств, коллекции печати университета, были перенесены в Музей Хаммере. В 2007 году соглашение между регентами Калифорнийского университета и Фондом Хаммера положило конец давним спорам о праве собственности на коллекцию Хаммера и установило новые правила её показа, которые предоставили музею больше места для выставок и пополнения современной коллекции.
Несмотря на институциональные препятствия, которые принесли ему прозвище «самый тщеславный музей Америки» с самого начала, Музей Хаммера теперь широко известен как «горячая точка для современного искусства и идей и место для серьёзного исследования забытых исторических тем». При нынешнем руководстве бюджет Музея Хаммера вырос с 5 миллионов долларов до примерно 20 миллионов долларов в год, а штат сотрудников составляет более 100 человек.
В 2020 году в разгар пандемии COVID-19 музей был временно закрыт и были уволены 150 студентов, работающих по совместительству.

## Управление

### Директора
В 1994 году директором музея стал Генри Хопкинс, тогдашний директор галереи Уайт и профессор факультета искусств Калифорнийского университета в Лос-Анджелесе. Он занимал эту должность до выхода на пенсию в 1998 году. В 1999 году директором была назначена Энн Филбин, ранее руководившая Центром рисования в Нью-Йорке.

### Совет директоров и наблюдательный совет
Музей Хаммера был основан доктором Армандом Хаммером. Майкл Арманд Хаммер — почётный председатель, а Арми Хаммер и Виктор Арманд Хаммер — почётные директора. Майкл Рубель — президент, Нельсон С. Райзинг — вице-президент, а Стивен А. Олсен — казначей. Под председательством Марси Карси в совет директоров Мухея Хаммера также входят Хизер Р. Акс, Рене Бекнель, Джин Блок, Ллойд Э. Котсен, Эрик Эсраилиан, Эрика Дж. Глейзер, Мануэла Херцер, Ларри Маркс, Энтони Прицкер, Ли Рамер, Кевин Л. Ратнер, Чип Розенблум, Стивен П. Сонг, Джон В. Танни, Кевин Уолл, Джон Уолш и Кристофер А. Уотерман. В состав Наблюдательного совета входят художники Барбара Крюгер и Лари Питтман. Музей не раскрывает свои ежегодные членские взносы в правление.

### Финансирование
В 1994 году регенты Калифорнийского университета заключили 99-летнее операционное соглашение с Фондом Арманда Хаммера и взяли на себя управление Музеем Хаммера, при этом фонд сохранил определённый контроль, включая «возвратную оговорку» — предоставление фонду права вернуть коллекцию произведений искусства и часть пожертвований. Музей давно хотел исключить эти пункты. Операционные деньги поступали из портфеля облигаций, существующих бюджетов Калифорнийского университета в области искусства, частных пожертвований и доходов от музея. В 2009 году годовой операционный бюджет музея составлял 14 миллионов долларов, из которых от 10 до 12 % поступает от университета. К 2011 финансовому году его бюджет в 16 миллионов долларов превысил бюджет гораздо более крупного Музея современного искусства в Лос-Анджелесе.
19 января 2007 года Музей Хаммера и Фонд Арманда Хаммера договорились о разрыве своих отношений, разделив оставшиеся 195 объектов, из которых был основан музей; фонд хранит 92 картины на сумму 55 миллионов долларов, а в музее хранятся 103 объекта на сумму 250 миллионов долларов. К 2020 году музей будет использовать свой портфель облигаций на сумму около 55 миллионов долларов для покупки здания, в котором находится музей и бывшая штаб-квартира Occidental.
Ежегодный гала-концерт в саду Музея Хаммера служит для сбора средств для музея; в 2019 году собрало 2,7 миллиона долларов. Среди недавних лауреатов премии музея Роберт Гобер, Тони Кушнер, Барбара Крюгер и Синди Шерман.

## Посещаемость
В Музее Хаммера в 2010 году посещаемость составила 175 000 человек по сравнению со 150 000 в 2009 году. По состоянию на 2013 год ежегодное посещение постоянной коллекции, специальных выставок и программ составляло около 200 000 человек. Музей не предоставляет точных данных, так как у него нет компьютеризированной системы продажи билетов. По словам директора музея Энн Филбин, музей «определил нашу основную аудиторию как художников». Число посетителей также не ограничивается кассовыми сборами музея, но также может включать людей со всего мира, которые заходят на веб-сайт музея для просмотра подкастов общественных программ или посещения передвижных выставок, организованных музеем. Музей открыт с 11:00 до 18:00, кроме понедельника.

### Продажи
В 1994 году Музей Хаммера попал в заголовки газет, продав Лестерский кодекс Леонардо да Винчи основателю Microsoft Биллу Гейтсу за 30,8 миллиона долларов. Кодекс Лестера был одним из самых важных приобретений доктора Хаммера. Он был куплен в 1980 году за 5,12 миллиона долларов и Хаммер безуспешно пытался переименовать его в «Кодекс Хаммера». В большинстве музеев есть правила сбора произведений искусства, согласно которым выручка от продаж должна использоваться для будущих приобретений. Музей Хаммера также продал 72-страничную научную тетрадь для финансирования выставок и программ музея.